# Podravska statisztikai régió
A Podravska ("Drávavidék") Szlovénia 12 statisztikai régiójának egyike. Területe 2170 km², lakosságának száma 319 235 volt 2005-ben. A legnagyobb városa Maribor. A Dráva folyót vízierőművekkel áram termelésre, a folyómenti termőföldeket pedig mezőgazdaságra használják. Jelenleg itt a legalacsonyabb a munkanélküliség az egész országban. A régióba jelentős a külföldről (leginkább a volt Jugoszlávia területéről) betelepülők száma, viszont a nagyon magas halálozási arány miatt a lakosság folyamatosan csökken.

## Községek a régió területén
A statisztikai régió területén a következő községek (szlovénül občina) találhatók: Benedikt, Cerkvenjak, Cirkulane, Destrnik, Dornava, Duplek, Gorišnica, Hajdina, Hoče-Slivnica, Juršinci, Kidričevo, Kungota, Lenart, Lovrenc na Pohorju, Majšperk, Makole község, Maribor, Markovci, Miklavž na Dravskem polju, Oplotnica, Ormosd, Pesnica, Podlehnik, Ptuj, Rače-Fram, Ruše, Selnica ob Dravi, Slovenska Bistrica, Starše, Sveta Ana, Sveta Trojica v Slovenskih goricah, Sveti Andraž v Slovenskih goricah, Sveti Jurij v Slovenskih goricah, Sveti Tomaž, Šentilj, Trnovska vas, Videm, Zavrč és Žetale.

## Gazdaság
Foglalkoztatási ágak: 55,3% szolgáltatások, 38,2% ipar, 6,5% mezőgazdaság.

## Turizmus
- A Szlovéniát látogatóknak csak 5% jön el ebbe a régióba, azok közül is 34,2% Szlovéniából jött.